# Institut de recherche et d'innovation
 (novembre 2012).
Si vous disposez d'ouvrages ou d'articles de référence ou si vous connaissez des sites web de qualité traitant du thème abordé ici, merci de compléter l'article en donnant les références utiles à sa vérifiabilité et en les liant à la section « Notes et références ».
Pour les articles homonymes, voir IRI.
En 2006, le Centre Pompidou, sous l’impulsion du philosophe Bernard Stiegler et de Vincent Puig, a créé en son sein l'Institut de recherche et d'innovation (IRI) pour anticiper les mutations des pratiques culturelles permises par les technologies numériques. En août 2008, l'IRI a acquis un statut d'association de recherche autonome cofondée par le Centre Pompidou, le Centre de culture contemporaine de Barcelone (CCCB) et Microsoft France. Depuis cette date, ils ont été rejoints par le Goldsmiths College de l'université de Londres, l'ENSCI, l'Institut Mines-Télécom, l'université de Tokyo, Alcatel Bell labs et France Télévisions.

## Domaines de recherche
Le programme de recherche de l’IRI se développe sur un domaine de recherche qui est principalement celui des technologies culturelles et cognitives pour l’adresse au public dans le contexte émergent du web 2.0 et des réseaux sociaux, et en vue de préfigurer des technologies du web 3.0 conçues comme dispositifs collaboratifs de production et de partage d’appareils critiques et d’espaces critiques. Le but est de constituer de tels appareils et espaces critiques au service de cercles d’amateurs. Cette hypothèse, qui est centrale pour l’avenir de toutes les pratiques culturelles, concerne cependant un champ beaucoup plus vaste. En vérité, il s’agit de faire du champ de la culture un laboratoire pour penser l’évolution de la société consumériste qui s’est mise en place au XXe siècle vers une société fondée sur de nouvelles formes d’échanges s’appuyant sur la coopération.
Dans ce contexte, la méthode de travail de l’IRI s’appuie sur trois activités :
1. Explorer des hypothèses quant au potentiel des technologies les plus récentes des réseaux et des objets communicants, par les activités de l’Atelier, et par la mise en œuvre de groupes de recherche technologique associant étroitement ingénieurs et praticiens des technologies maquettées et prototypées par l’IRI (artistes, critiques d’arts, enseignants, amateurs, étudiants, etc.) ;
2. Théoriser et formaliser au sein des activités du Collège les résultats de ces travaux de recherche technologique pour les confronter aux objets de la recherche en sciences humaines en revisitant depuis ce contexte les questions les plus traditionnelles de disciplines afférant à l’esthétique, à l’histoire de l’art, à la psychologie, à la philosophie, principalement sous l’angle des rapports de la vie de l’esprit avec les techniques ;
3. Mettre en scène, en œuvre et à l’épreuve les résultats de ces travaux, dans les espaces critiques où se forment (concentriquement) les cercles d’amateurs, qui sont des espaces coopératifs de travail soit réservés aux chercheurs, soit communs aux chercheurs, aux amateurs et à différents publics.

Cette approche s’articule autour de trois problématiques théoriques issues du champ des Sciences humaines et sociales (SHS) qui croisent trois objets de recherche technologique dans le champ des Sciences et technologies de l’information et de la communication (SIC et TIC).

## Les objets et programmes de recherche théorique

### L’écologie de l’attention
À l’époque des technologies culturelles et cognitives et de leur convergence, la question est abordée à la fois depuis l’héritage théorique issu de la phénoménologie (où l’attention est définie comme ce qui se forme par la composition de ce que Husserl appelait des rétentions et des protentions) et depuis les apports récents des travaux en économie et en cognition de l’attention.
Sont également pris en compte des éléments cliniques dans le domaine des pathologies de l’attention aussi bien que des expérimentations menées principalement en Amérique du Nord pour articuler ce qui a été appelé la deep attention avec l’hyper attention.

### La figure de l’amateur
Le thème est abordé dans ses aspects historiques et sociologiques mais également sur les enjeux de jugement et ses croisements avec les problématiques muséales et le développement des nouvelles pratiques culturelles induites par les technologies numériques.
Il était au cœur de la première édition des Entretiens du nouveau monde industriel qui se sont tenus au Centre Pompidou les 27 et 28 novembre 2007 en partenariat avec l’ENSCI-Les Ateliers et Cap Digital (cf. paragraphe c : Le design du nouveau monde industriel).
L'ambition de cette revue en ligne est de mettre progressivement en place à partir du mois de juin 2009 et a minima jusqu'à décembre 2010 un véritable observatoire des nouvelles pratiques, tant au niveau individuel que collectif, celles-ci étant plus spécifiquement considérées à l'aune des évolutions qualitatives induites par l'émergence de technologies de transmission à très haut débit (fibre optique, Wimax, Wi-Fi-n, LTE, etc.), et dans le contexte de leur articulation avec la question des réseaux sociaux décentralisés, de la mobilité, des objets communicants, et des formes émergentes de grammatisation ou d'écriture audio et vidéo.

### Le design du nouveau monde industriel
Collaborations avec de nombreux partenaires au premier rang desquels il faut citer Microsoft, l’ENSCI-Les Ateliers et Cap Digital sur les défis du design à l’ère numérique mais aussi dans un contexte qui évolue irrésistiblement vers l’âge industriel des microtechnologies, des nanotechnologies et des biotechnologies, en sorte que les questions posées au design et par le design doivent être reconsidérées en profondeur – et en analysant les conséquences d’un possible renouveau de la figure de l’amateur, ou plus largement, du contributeur.
- Les Entretiens du nouveau monde industriel (ENMI) :

Depuis 2007, l’IRI, le pôle de compétitivité Cap Digital et l’ENSCI-Les Ateliers (École nationale supérieure de création industrielle) organisent une manifestation commune, Les Entretiens du nouveau monde industriel, qui ont vocation à se dérouler chaque année. La première édition qui s’est tenue les 27 et 28 novembre 2007 avait pour objectif d’engager une réflexion sur les enjeux de l’innovation dite ascendante, et liée aux technologies collaboratives, du point de vue du design et de la conception industrielle, et à l’époque où les technologies du numériques se généralisent comme les technologies cognitives et comme technologies culturelles, et au moment où émergent les technologies transformationnelles (biotechnologies et nanotechnologies).
- Les différents thèmes des Entretiens du nouveau monde industriel :

1. 2007 : Design et innovation ascendante
2. 2008 : Culture politique et ingénierie des réseaux sociaux
3. 2009 : Le nouveau système des objets
4. 2010 : Nanomondes et imaginaires de l'hyperminiaturisation
5. 2011 : Technologie de la confiance
6. 2012 : Digital Studies

## Les objets et programmes de recherche technologique

### Le développement d'appareils critiques
Contrairement à la conception anglo-saxonne dominante, où le terme annotation tend à désigner toute métadonnée qu’elle soit produite par un homme ou une machine, on préférera pour cet objet de recherche opérer une distinction entre le processus d’indexation (ou plus généralement la phase d’ingénierie des connaissances qui recouvre également la définition d’ontologies) et le processus d’annotation (plutôt relatif à l’ingénierie documentaire et à la production humaine ou assistée de métadonnées). Cette recherche se revendique empirique en ce qu’elle part de l’analyse de pratiques culturelles identifiées et notamment des chaînes opératoires d’annotations qu’il va s’agir d’instrumenter (au sens d’une organologie générale définie par B. Stiegler) pour mieux les dépasser. La recherche sur les outils d’indexation, essentielle dans le domaine des appareils critiques, même si elle est étroitement liée à l’activité d’annotation, n’intervient qu’ensuite.
L’IRI étudie, conçoit et développe par conséquent des outils d'annotation et des appareils critiques d’un nouveau genre, basés sur la combinaison d’architectures documentaires et de métadonnées avec des interfaces de navigation hypermédia, des modules algorithmiques de détection du signal et des modules de représentation de données (cartographie). Le fruit de ces recherches est régulièrement intégré au logiciel Lignes de temps, plate-forme d’annotation en ligne et hors ligne pour l'annotation d’objets temporels (films, enregistrements audio). 
Les recherches dans ce domaine sont étendues progressivement au domaine de l’annotation du langage oral et écrit et à l’annotation d'images.

### Les expérimentations autour des technologies collaboratives
Pour renouveler et aller au-delà de l’actuel développement de ce que l’on regroupe sous le terme web 2.0, l’IRI mène une série de recherches et d’expérimentations notamment sur le concept de « Lectures signées collaboratives » combinant modes d’annotations hérités du livre et encore inexistants sur le web et nouveaux paradigmes pour le travail collaboratif. Un aspect important de ce thème est évidemment la mise au point de technologies de suivi et d’administration d’échanges, de débats et de polémiques appuyés sur les langages d’annotation mentionnés dans l’axe précédent. Cette approche reprend les hypothèses de constitution d’une technologie de la sémantique située, inspirée de la théorie de la cognition située, et qui avait fait l’objet d’une première exploration dans le cadre d’un programme Cognisciences en 1995. Cet objet de recherche recouvre en fait toutes les technologies d’individuation psychique et collective et couvre à la fois les technologies de lecture active (lecture / écriture), les technologies de transcription permettant de passer du discours oral au discours écrit par exemple, et les outils de gestion de cercles.

### Travail sur les interfaces et la motricité (le geste)
L’IRI collabore avec le monde de l'enseignement supérieur et l’université dans le champ des sciences cognitives et des sciences de l’éducation pour étudier l’impact à long terme des technologies affectant le corps de manière générale et favorisant l’émergence de nouvelles pratiques amateurs, éducatives et professionnelles. La motricité est en effet un élément capital de la capacité du jugement : c’est souvent en répétant et en « gestualisant » une forme symbolique que l’on peut le mieux l’appréhender. L’oreille musicale se forme dans l’activité gestuelle et oculaire que coordonnent l’instrument et la partition, de même que l’œil du peintre ne se forme que par l’activité de ses mains manipulant et maîtrisant des techniques. C’est par de tels « circuits » entre organes que se constituent les objets esthétiques. On vise particulièrement dans cet axe l’étude et le développement de nouveaux dispositifs d’adresse au public utilisant les dispositifs mobiles en lien avec les expositions du Centre Pompidou, les interfaces multimodales (ou poly-sensorielles et notamment les techniques de détection du regard), l’utilisation des microtechnologies et des microsystèmes et plus généralement les questions de design numérique qui se posent dans ce contexte.

## Séminaires

### Muséologie, muséographie et nouvelles formes d'adresse au public
L'IRI a entamé un programme de recherche sur le développement de nouveaux dispositifs critiques visant à favoriser l'émergence d'une nouvelle figure de l'"amateur", en l’occurrence le visiteur d'un musée. La confrontation d'expériences muséales et de réflexions théoriques et scientifiques par l'analyse de l'impact des nouveaux dispositifs d'adresse au public sur les pratiques culturelles est au cœur de cet axe. 
- 2007, ingénierie des connaissances dans l'espace muséal
- 2008/2009, Les espaces critiques collaboratifs
- 2009/2010, Les techniques de l'attention
- 2010/2011, Mobilité et motricité, sous la direction d'Armen Katchatourov
- 2011/2012, Web sémantique et Web social dans les musées, sous la direction d'Alexandre Monnin
- 2012/2013, Digital Studies / Metadata studies : Les enjeux de la contribution, sous la direction d'Alexandre Monnin

### Autres séminaires de recherche
2006/2007 :
- Pratique et jugement
- Sur la faculté de jouer
- Modernités, sous la direction de Pierre-Damien Huyghe (Paris 1)

2007/2008 :
- Culture 2.0
- Désir et technologie, sous la direction de Mathilde Girard
- Figures de l'amateur, sous la direction de Jacqueline Liechtenstein (Paris 4)

2008/2009
- Politiques et technologies de l'amateur
- Vivagora 2.0 : ingénierie du vivant

2009/2010 :
- Action culturelle, création et territoire
- Le geste comme langage, sous la direction de Patricia Ribault (Paris 1)

### Enjeux des nanosciences et nanotechnologies
2007-2009 :
- Enjeux anthropologiques, culturels et philosophiques des nanosciences et nanotechnologies, et réflexion sur les usages sociaux des objets communicants, sous la direction de Xavier Guchet (Paris 1) et Sacha Loeve (Paris X).

## Outils développés par l'IRI

### Lignes de temps
Dans cette optique, l'IRI développe le logiciel Lignes de temps, un outil d'annotation et d'analyse collaborative de films offrant à l'utilisateur (analyste, critique ou amateur) la possibilité d'accéder à une « cartographie » du film à partir de laquelle il peut insérer ses propres commentaires multimédia. Le logiciel Lignes de temps met à profit les possibilités d’analyse et de synthèse offertes par le support numérique. Inspirées par les « timelines » ordinairement utilisées sur les bancs de montage numérique, Lignes de temps propose une représentation graphique d’un film, sa spatialisation, révélant d’emblée, et in extenso, son découpage. Lignes de temps offre en cela un accès inédit au film, en substituant à la logique du défilement contraint qui constitue l’expérience captive de tout spectateur de cinéma, et pour les besoins de l’analyse, la « cartographie » d’un objet temporel. Il illustre de ce point de vue la volonté de l'IRI de produire des appareils critiques susceptibles de permettre aux spectateurs de se réapproprier de manière critique les objets esthétiques modernes (cinéma, télévision, voire radio), dont le défilement temporel tend à s'imposer au flux des consciences individuelles.

### Polemictweet
Dispositif d'annotation élaboré par Samuel Huron permettant aux spectateurs d'un événement (présent sur place ou assistant à sa retransmission) d'ajouter des annotations sous forme de tweets en typant leur propos de différentes manières (en marquant l'accord, le désaccord, en posant une question ou encore en indiquant une référence). À l'issue de l’événement, il est possible de visualiser les diverses prises de positions des spectateurs en synchronisant leurs tweets sur une ligne de temps correspondant à l'enregistrement vidéo de celui-ci. Cela permet notamment d'identifier visuellement les différents "points chauds" de la polémique, grâce au repérage effectué manuellement par les internautes au moyen de leurs annotations.

### HDA-BO et HDA-Lab
Un programme de Recherche et Développement (R&D) entre l’IRI et le Ministère de la Culture et de la Communication (MCC), porté par le DPN (Département des Programmes Numériques) et dont la direction scientifique côté IRI était assurée par Alexandre Monnin, a permis la réalisation de deux outils destinés à enrichir le portail Histoire des arts destiné à offrir un corpus de ressources en ligne issues de 350 institutions culturelles aux enseignants chargés de cette matière ainsi qu'à leurs élèves :
- un module d'indexation libre ("tagging") du corpus « Histoire des Arts », offrant des fonctionnalités sémantiques via le back-office du site (module « HDA-BO », tirant parti de DBpedia) ;
- une interface de recherche par facettes tirant parti de la sémantisation du corpus de tags de la plate-forme Histoire des Arts réalisée grâce à HDA-BO : http://hdalab.iri-research.org/hdalab/